# Acanthocyclops venustus
Acanthocyclops venustus – gatunek widłonoga z rodziny Cyclopidae. Opisali go w 1906 roku angielscy zoolodzy Alfred Merle Norman i Thomas Scott, nadając mu nazwę Cyclops venustus.